# プリズム◇リコレクション!
『プリズム◇リコレクション!』は、2013年2月22日にクロシェットから発売された18禁恋愛アドベンチャーゲームである。

## 概要
萌えゲーアワード2013では準大賞を獲得している作品。
当初の発売日は2012年12月21日であったが、担当声優の体調不良に伴い、公式サイト内で発売延期が告知された。

## ストーリー
順当に科学技術が発達した近未来（2040年）。9月を間近に控えたある日、生まれ故郷である瀬戸内海沿岸の地方都市「図南」に引っ越してきた久我山昌信と妹・このかは、ふとしたきっかけで観光案内を活動内容とする部活「☆☆☆部」へと入部する。かくして図南を舞台に、ひと夏の物語がはじまった。

## 登場人物

### 主人公
久我山 昌信（くがやま まさのぶ）
本作の主人公で、九条ヶ丘学園二年生。豆知識が豊富。元々は図南市出身で、数年前に住んでいた所の地盤沈下による一斉転居に伴い、父親と共に東京に引っ越していたが、それでも生まれ故郷の図南市に思い入れがあり、両親の図南市転勤に伴い図南市に戻ってきた。帰郷早々紗耶香と出会い、観光案内サークル☆☆☆（ほしみっつ）部に入部する。僅か数年で図南市が他とは違うハイテクな町になっている事に困惑しつつも、古き良き佇まいも所々にある図南市を他の人に紹介しようと☆☆☆部で奔走する事となる。
☆☆☆部ではフォロー＆調整役となり、バラバラな各員の個性を纏める要となる。熱意を具体的な形にするアイデアも豊富。スケベさについては自ら出すことはないが、指摘されて否定することもない。
倹約家で無駄な買い物はせず、東京に居た頃は引っ越しの手伝いなど体力系のバイトをしていたため体力には自信がある。また料理好きで、料理関係のバイトの経験がありプロ並の腕を持ち、暇な時は菓子を作っていた。ジト目が特徴的。

### ヒロイン
連城 紗耶香（れんじょう さやか）
声 : 夏野こおり
血液型：A型 T160 B98/W61/H95 3月21日生まれ
九条ヶ丘学園二年生。雛乃と共に☆☆☆部の共同設立者の一人。
現部長。学園一の巨乳で有名。休日は図南市を訪れる観光客にボランティアで観光案内をしている。「敏腕ナビゲーター」を自称し、名刺に記載の☆☆☆部における二つ名もそれである。
同級生などに対しても「くん」「さん」を付け（幼馴染の多英のみ「ちゃん」付け）、ですます口調で話すが、家は平均的な家庭。
熱意が人一倍あり、人の役に立つことが好き。地元を愛しており、様々な人にも好きになって貰いたいと考えている。それを部活動としたのが☆☆☆部である。しかし熱意が強すぎて会話などが食い気味になり、相手に引かれることもしばしば。思い立ったら即行動という方針で熱意と行動力がありすぎるため、結果的に問題児となっている面もある。
かなりのカメラマニアで、本人の自己申告によればカメラボディを36台所有しているとのこと。自室にはカメラおよびレンズ保管用の防湿庫が備え付けられている。コンデジ、デジイチは言うに及ばず、ビデオカメラや、この時代(2040年時点)では珍しいフィルムカメラも所有しており、かなり業の深いマニアであるようだ（ただし本人曰くカメラは「あくまでツール」）。また、撮影の腕もかなりのものらしく、入学式では公式カメラマンを請け負っている。なお、無意識に決定的瞬間を撮影してしまうことが多々あり、多英や昌信には「スクープ体質」と言われている。
久我山 このか（くがやま このか）
声 : 雪都さお梨
血液型：O型 T155 B85/W56/H86 11月3日生まれ
主人公の実妹。九条ヶ丘学園一年生。兄である昌信が恋愛的な意味でもとてもとても大好きで、数年前に住んでいた所の地盤沈下による一斉転居に伴い、母親・静の下に身を寄せて東京に居たが、三年前に図南市に戻ってきており、一人で生活していた。
周囲を観察する習慣があり、気配り上手で周囲からの人気が高い。超の付く天才でもあり、入学試験では雛乃を抜いて首席になった。普段は物静かな物腰と整った顔立ちで男子生徒に人気があるが、昌信にしか興味がない。昌信と離ればなれになってからも、時々東京の昌信の所を訪れては一緒にレアな漫画を探しに秋葉原や神保町を回っていた。そのため時々昔(20世紀後半～21世紀初頭)の漫画やテレビ番組の台詞を言う事がある。
後天的な、エピソード記憶を三日以上保持できないという記憶障害を負っている。そのため詳細な記録をつけ、それを読み返すことで記憶の助けとしており、あとで参照しやすいよう記録を整理する術にも長けている。ただし、昌信によれば「出来事ではない知識蓄積は人並み以上の力を発揮する」とのことで、エピソード記憶以外の単純な記憶力は良く、特に暗記は得意と思われる。
常日頃からメモ帳・スケッチブック・携帯端末を所持しており、観察する際は忘れないようにメモまたはスケッチする。そのためキーを打つのも描くのも早くて上手い(書くのはそれほどでもないようだが)。記録は文章やイラストの他、4コマ漫画やストーリー漫画などの形態もある。
口癖は別れの挨拶「じゃあの」や、YESを表す「あい」。覚えた言葉を意味を考えずにとりあえず言ってしまう癖があり、ヤバい発言を行おうとした際にはその都度、昌信に手で口を覆われて阻止されている。
昌信曰く「つかみどころがない」、和泉からは「ぶっ飛んでいる」。基本的には素直だが譲らないところは徹底して頑固、良い記録を取るためならば計算高いが「私の兄はパイマニア」など思いついた言葉などを突然言うこともある。また昌信に対する好意はむしろ積極的に公言しており、ある意味変質者のレベル。
初咲 雛乃（ういさき ひなの）
声 : 本田珠里緒
血液型：AB型 T156 B93/W59/H91 5月5日生まれ
九条ヶ丘学園一年生。このかの親友。他からは結構Sっぽく見えるようだが、本人の自己申告によれば「生粋のドM」。
バー・ジュピターの二階にあるコンピュータを管理している、若いながらも優秀なソフトウェア技術者で、初音に契約で雇われている。このか曰く「三千世界のすーぱーはかー」。ただし、本人曰くハードウェア方面にはあまり詳しくないとのことで、実際にコンピュータのアップグレード作業では戸惑う姿を見せている。
入学の半年前に紗耶香と知り合い、☆☆☆部を共に設立。
このかとの初対面が最悪で印象的だったのにもかかわらず綺麗サッパリ忘れられていたこと(このかの記憶障害に起因するもので後に事情を知り解消)と、入試で自分から首席の座を奪ったこのかが不真面目な態度をとることが気に食わなかったこともあり、このかに対しライバル心を燃やしていたが、障害のことを知り、また雛乃を気に入ったこのかに全力で懐かれたことで毒気を抜かれ、親友のポジションに収まった。
話し言葉は基本的に緩めのお嬢様言葉(敬語の傾向が強い)だが、興奮した時には「何しやがりますの」のように、お嬢様言葉のまま汚い言葉が混ざることも。
接客もこなせ、昌信や初音には敵わないものの料理もできるなど多才で、大概の事を「雛乃に任せておけば大丈夫」と安心できるほどの才能も感覚もある。変人揃いの☆☆☆部では昌信に並ぶ常識人で、生活費を自ら稼ぐ苦労人でもあるのだが、初音やこのかに振り回されることが多く弄られキャラとなっている。たまに姉ゆずりの間の悪さや自爆属性を見せることも。
好物はチュッパチョプスという飴玉で、制服のポケットに何個も所持しており、これを興奮している時に咥えさせると鎮静剤のごとき効果を発揮する。それでも抑えきれないほど興奮すると、口の中の飴玉を噛み砕いてしまう。また相当なマニアでもあり、珍しい味のチュッパチョプスに目がない。
名刺に記載の、☆☆☆部における二つ名は「旅のロマンスエンジニア」で、命名は紗耶香。
アイナ・アシュウィン
声 : 桐谷華
血液型：B型 T160 B90/W58/H88 11月19日生まれ
九条ヶ丘学園二年生。クーヴェルラントの出身で日本人とのハーフ(母親が日本人)。クーヴェルラントの公費留学生。
父親がクーヴェルラント軍の要職に就いているため軍籍(階級は中尉)を持っている。ヴェロニカとは同じクーヴェルラントの出身であることもあり大親友。アレストニア語、英語、日本語のトライリンガル。
温厚さに加え物怖じしない性格で、好意で人に接し好意を引き出す。人との距離を縮めることが得意で、ハーフの留学生ということを感じさせず、地域の人々にも好感されている。無防備すぎる面もあるが本人曰く「空城の計」であり、軍属というのも相手にプレッシャーを与えたくないということで、余り明らかにしていない。
日本に来てから丁度1年だが、日本語や箸の使い方、日本食などに全く問題はない。親しい人は呼び捨てだが、ヴェロニカはハイジの愛称で呼ぼうとしている。
なりたいものは「日本博士」というだけあって、日本の伝統文化に深い造詣がある。日本独特で続いていればなんでも対象というほど幅広く旺盛な好奇心を持ち、華道部に所属する他、書道、和服の着付け、日本文学、日曜朝のアニメ、特撮ヒーロ物に精通している。またカウントダウンボイスによると浅草のストリップ劇場やエロゲーもその対象らしい。
学業優秀・頭脳明晰・温和温厚であるのも確かなのだが、押せ押せというノリや人の役に立つことに対する熱意が強いという点では紗耶香と合い、アニメや特撮ヒーロー物などではこのかと合うため、☆☆☆部3大変人のひとりとなっている。

### サブキャラクター
ヴェロニカ・アーデルハイト・比叡=ハインツェル(--ひえい-)
声：かわしまりの
九条ヶ丘学園二年生。アイナと同じくクーヴェルラントの出身で日本人とのハーフ。アイナの「護衛」を自称する。アイナからは「アーデルハイト」の愛称である「ハイジ」と呼ばれるが、本人はこの愛称を「日本では特別なイメージを喚起する」という理由でとても嫌がり、その度に「ハインツェル」または「ヴェロニカ」と訂正させる。母親を早くに亡くしており、母親の姓「比叡」を合わせて名乗っている。
大佐である父親の下で育てられたため、アイナ同様軍籍(階級もアイナと同じ中尉)を持つ。代々軍の要職に就いてクーヴェルラントを守ってきたハインツェル家の伝統と現在その立場にある父に強い誇りを持ち、自らもかくあるべしと律しているため、時として鬼軍曹な態度をとる。サイドアームとして、ハインツェル家で受け継がれてきたという古いUSP 45口径を使用している。
父から託された「アイナを護る」という任務を全てに優先し、それを危うくする僅かな可能性も排除することに全力を挙げている。ただその方針はアイナの方針と対立することも多く、衝突したりアイナに説教することもある。
アイナルートのエピローグでは、護衛だけではなくアイナと昌信を健全にお付き合いさせる為の監視をする事になった。また色々吹っ切れたのか、自ら「ハイジ」という愛称も受け入れている。
真柴 多英(ましば たえ)
声：桜川未央
紗耶香の幼馴染で九条ヶ丘学園三年生。現生徒会長。
生徒会長をするだけに真面目で常識人であり、なにごともそつなくこなす優等生。紗耶香のある意味保護者で、破天荒なその様をなにかと心配している。
進路希望は開発局の秘書課で将来を有望視されており、学生でありながら開発局にも出入りしている。開発局局長の永康とも面識がある。
初咲 詩子(ういさき うたこ)
声：佐々留美子
九条ヶ丘学園の現代文教師で昌信達のクラス担任。雛乃の姉で学園理事長の初音とも旧知の仲。教師になる前はフリーターで、どこも長く続けられず、複数回の夜逃げ経験があるなど、かなり荒んだ生活をしていた模様。
妹のスペックがひたすら高いのに比べ、姉は平凡。加えてミスが多く甘えたがりで向上心が低い上に、生活態度が悪く何故か悪い方へ悪い方へとタイミングが重なる体質。結果ポンコツという印象が強いが、取り繕えばそれなりの教師風にはなれる。
九条 初音(くじょう はつね)
声：ヒマリ
九条ヶ丘学園の理事長で熱力学の講師。
学園内にジュピターというバーを経営しており、料理の腕はプロ級。多忙な久我山夫妻に代わってこのかの保護者となっている。
紗耶香達がジュピターを占拠することを面倒くさがり、ぶっきらぼうに振る舞うが、面倒見がよく結局見捨てられない気質（昌信曰く「偽悪的」）。和泉や雛乃に対しては理不尽な扱いもするが、若くして理事長をするだけあって有能で腹の座った性格をしている。
近親相姦に対しては別に何とも思っていない。
『かみぱに!』に登場する九条天音、『スズノネセブン!』に登場する九条要と同姓で、髪色も同じ(水色)だが、関係は不明。
寺前 杏(てらまえ あんず)
声：芹園みや
九条ヶ丘学園の1年生。県央にある(学外の)天文サークルに所属。
アイナルートおよび紗耶香ルートで、☆☆☆部への依頼人として登場する。
大島 ひかり(おおしま-)
声：まきいづみ
昌信とこのかの幼馴染で温泉旅館の若女将。閑散としてしまった温泉街と旅館の切り盛りに苦戦している。
このかの記憶障害についても理解している。
九条 和泉(くじょう いずみ)
声：陸奥出流
昌信のクラスメイトで初音の弟。
冗談も多い気さくで明るい性格で、人のことを真剣に考えられる真摯さも併せ持つ。小さい頃より初音にいじられて育ったため、本能的に初音に逆らえない。
『かみぱに!』に登場する九条天音、『スズノネセブン!』に登場する九条要と同姓で、髪色も同じ(水色)だが、関係は不明。
ちなみに彼は立ち絵もある主要キャラクターでありながら、男性であるがゆえに、女性しか載っていないメーカーホームページのサブキャラクター紹介からは除外されている。
久我山 静(くがやま しずか)
声：かわせあゆむ
昌信とこのかの母親。世界的に有名な開発者。キャリアウーマンでなかなか家に戻れず、数年前の転勤の時もこのかを引き取っていたがなかなか面倒が見られず、初音に申し訳なさげに頼んでいた。
三年前より図南市に戻っていたが、社宅勤務という事情でこのかと一緒に生活できないため、社宅期間が切れるまでこのかにマンションに住まわせ、昌信にも一緒に住ませるようにした。現在は開発局の先端技術開発研究所に勤めており、このかの為にとあるシステムを開発している。
近親相姦に対しては否定的であり、このかの想いについては気づいているが、このかの幸せを考えあえて触れないでいる。
久我山 篤郎(くがやま あつろう)
声：胸肩腎
静の夫で昌信・このかの父親。
静と同じ企業の社員で、同じく世界的に有名な開発者。数年前の東京転勤の際には昌信を引き取ったが、多忙すぎる毎日で家にはなかなか戻ってこれず、昌信に父親らしい事をしてやれない事に多少悔いていた(昌信は仕事の多忙さを知っていたのでさほど恨んではいない)。加えて言葉が少なく感情表現も下手なため、コミュニケーションを取れなかったことが昌信とのしこりになっている。もっとも子どもたちを人並み以上に愛してはおり、特にこのかは溺愛のレベル。
今回は図南市の転勤の際、妻・静同様社宅生活を余儀なくされたため、静が用意してくれたマンションに昌信をこのかと一緒に住まわせる事にした。
現在は開発局の先端技術開発研究所に勤めており、このかの為にとあるシステムを開発している。
近親相姦に対しては否定的であるが、今までの経緯やこのかの幸せを考えてあえて黙認している。
エリク・アシュウィン
声：永倉仁八
アイナルートで登場。アイナの父親。
クーヴェルラント軍に所属し、階級は中将。リヒャルトの上官にあたるが、階級を超えた長年の親友である。
一兵卒から中将になった有能な人物で、日本やアレストニアとの友好推進に積極的だが、アイナにとっては「ただの頑固パパ」らしい。
房恵(ふさえ)
声：芹園みや
エリクの妻で、アイナの母親。フルネームをどう名乗っているかは作中に出てこないため不明。
いかにもアイナの母親、という感じの突然の友人たちの来訪も喜んで迎える温和な気質。かつては「ブル×グリのカプ」などに熱を上げた口らしい。
リヒャルト・ハインツェル
アイナルートで登場。ヴェロニカの父親。
クーヴェルラント軍に所属し、階級は大佐。エリクの部下にあたるが、階級を超えた長年の親友である。
連城 和臣(れんじょう かずおみ)
声：静陵聖
紗耶香の父親。
連城 皆子(れんじょう みなこ)
声：酒咲ヒメ
和臣の妻で、紗耶香の母親。百智山天文台の事務員として働いている。
飯尾 真知子(いいお まちこ)
声：立花あおい
このかルートで登場。このかの描く漫画の担当編集者。口癖はYESを表す「いいお」。
佳乃(よしの)
雛乃と詩子の姉。詩子とは一卵性の双子で瓜二つ。雛乃ルートで登場するほか、紗耶香ルートでも少しだけ姿を見せる。このかルートでも登場はしないものの初咲姉妹から存在を示される。アイナルートでは特に言及されていない。
いずれのルートでも2年前に殺されかけ、その時点で『死んだ』事にされている。いずれのルートでも生存はしているがかなり衰弱している状態で同僚に保護されており、事件解決直後は衰弱のため入院している。
藤倉 永康(ふじくら ながやす)
声：ピロキ
図南再生開発局局長で、中核企業である初電工(ういでんこう)のCEOでもある。これまでの開発成功を成し遂げた有能な人物。開発局のプロジェクトに便乗し、あることを成し遂げようとしている。

藤倉 志乃(ふじくら しの)
永康の妻であり、作中開始時点では既に故人である。
実は数年前に紗耶香と出会っており、紗耶香は彼女の写真を撮り、彼女から未現像フィルム入りのカメラを預かっていた。紗耶香と出会って2年後に他界した。
ヘルゲ・ライヒマン
クーヴェルラント陸軍防諜二課の責任者。かつてヴェロニカの上官でもあった。陰謀の世界を天職としたような、必要とあらばクーヴェルラント軍人すら殺すことを全く厭わない人物。藤倉の所に出入りしている。

枕木 健三郎(まくらぎ けんざぶろう)
アイナルートで登場。東京の大学に所属する教授で、都市の研究家。図南市の調査の一環として☆☆☆部へ観光案内の依頼をする。

## 用語
図南市(となんし)
瀬戸内海に位置する再建途上の民営都市。昔は温泉街として有名だったが、30年前に源泉が枯渇し、さらにインフレなどにより財政が破綻、数々の企業が財政を肩代わりする事を条件にアルドナをはじめとする新技術の試験都市として生まれ変わった。しかしながら町の所々に温泉街だった頃の古い建物や、郊外には温泉宿など「古き良き町並み」が残っており、町並みを懐かしみ訪れる観光客も多く、地域住民もそんな町並みを残そうと考えている。
企業からの社員の出張などで転入出が激しいため、市に「新しい家族」を根付かせる事を目的として、図南市に転入する場合には2人以上の移住が必須とされている。移住の際はアルドナ用の携帯デバイスを支給される。
作中では「地元ではラグビーボール型で中にクリームの入ったパンを『メロンパン』と呼ぶ」「地元には昔から作られている『鳳梨饅頭』(おんらいまんとう)というお菓子がある」「地域の特産品として牡蠣が挙げられている」など、広島県および広島県呉市をイメージさせる描写が存在する。
図南再生開発局(となんさいせいかいはつきょく)
財政破綻後に市民投票で選抜された、再建を担う複数の企業や機関の集合体で、中核企業は初電工(ういでんこう)。九条ヶ丘学園は教育機関として、ゼネコンの増州建設(ましすけんせつ)、ネットワークのゲート・トゥルースと共にパートナーに名を連ねる。六年を一期とし、期ごとに市民投票で契約更新の可否を諮っているが、当初から現在の六期まで更新が継続している。市の行政を受け持ち、市役所に相当する窓口を開設している。また、その名の通り市の再建だけでなく、最先端科学技術の研究開発を行なっている機関でもある。略称は「開発局」。
九条ヶ丘学園
九条家が経営する私立の学園で、理事長は九条初音。開発局のパートナーに名を連ねる。構内に立ち入るためには携帯デバイスによる認証が必要。ネットワーク的に独立しており、市内で唯一開発局による干渉を受けない場所とされている。近年の少子化もあり1学年3クラス。年度の始まりは9月で、登録上は夏休み明けの9月1日時点で学年が変わる。
☆☆☆部(ほしみっつぶ)
紗耶香が部長を務め、昌信たちが入部している部活。観光案内をする事で図南市を紹介する事を目的とし、主に学園外で活動している。また学園関係者などの手助けや、部員が地元を知り好きになることも目的としている。
ネットで図南市を紹介するなどで周囲からの評価も高く、時として開発局や観光業界と一緒にボランティアで活動する事もある。
アルドナ
スーパーコンピューターの一つで、作中における日本六大量子コンピュータサーバーの1つである。ARiesの演算処理などで使用している。
ARies(アリエス)
図南市が試験的に実施している空間投影デバイス。市から支給されている携帯デバイスを端末に、図南市全域に設置している空間投影装置により目の前に画面を映し出し、連絡や情報検索などが行える。ハレーションの応用で、数機の空間投影装置を使用者の眼前に一斉映写して重ねる事により空間に画面を発現させる模様。
ARシステム
アリエスに搭載されているシステムの事でAugmented Reality(オーグメンテッド・リアリティ)の略称。日本語に訳すと拡張現実という意味になる。作中では現実空間に付加情報を付ける意味合いで使われている。
みんこれ
『みんなのコレクション』の略でアリエスにあるサービスの一つである。評価サイトであり、ARシステムを用いている。なお、☆☆☆部も登録している。評価してもらうにはIDと審査が必要だが大半は審査は通るようだ。アルドナにより不適切と判定された評価・コメントは掲載を保留される。
てんさい熱力学研究室
初音の研究室。「てんさい」の部分は幼い字で後から付け加えられている。一階にバー・ジュピターがあり、二階は大型のコンピュータが設置されたコンピュータ・ルーム。一階は☆☆☆部の部室として使用され、二階はさらにみんこれにおける☆☆☆部の所在地となっている。
なお、「てんさい」は天才ではなく九条初音の祖父である九条天斎が由来。
バー・ジュピター
初音がほとんど道楽でやっているバー。紗耶香たちが部室として使用しているのを迷惑がっているが、追い出したりはしない。元々は九条ヶ丘学園の予定地に建っていたバーで、初音の祖父(前理事長で学園の創設者)が潰すのはもったいないと、そのまま敷地内に残したもの。和泉によれば、初音はそれを強奪したとのこと。初音の「家庭を持ち込みたくない」という理由により和泉は来店禁止だったが、昌信の世話役を命じられたことで解禁された。
しっかりとした食事のほか、バーなので学内にありながらアルコール類も注文できる。注文の際、料理そのものではなく料理のジャンル(「和食」「中華」「イタリアン」など)を指定するというルールがあるが、何を頼んでも間違いない。また、初音が『熱』力学の講師であるという理由から、料理には必ず加熱処理が加えられ、ナマモノは出てこない。立地条件もあり普段から客は少なく、☆☆☆部によるテコ入れが行われるが、その際に昌信は調理を担当することになる。昌信曰く、食事については学食並の良心的な価格設定だとか。
クーヴェルラント
欧州にある国で、アイナとヴェロニカの母国。統治形態は公国。昌信いわく小さな国で、日本との交流が近年活性化しつつあるらしい。軍事国家としても有名で、アイナとヴェロニカは軍籍を持っている。日本との関係は良好で日本各地に居留地が存在しており、アイナとヴェロニカは自衛隊との合同演習に参加したことがある模様。
英語のほか、国語としてアレストニア語(ゲルマン語圏アレストニア方言)が使われている。
アレストニア
クーヴェルラントの隣国であり同盟国。クーヴェルラント同様、日本との関係は良好。統治形態はクーヴェルラント同様に公国で、現国公はボレスワフ公。

## スタッフ
- 原画・キャラクターデザイン - しんたろー、せせなやう(一部サブキャラクター)
- シナリオ - 秋史恭、姫ノ木あく、J・さいろー
- BGM - 森まもる（Angel Note）

## 主題歌
オープニングテーマ「プリズミック」
作詞・歌：AiRI / 作曲・編曲：宮崎京一 / Sound Produce - bamboo（milktub）
エンディングテーマ「光の標」
作詞・歌：AiRI / 作曲・編曲：宮崎京一
エンディングテーマ「カレイドスコープ」
作詞・歌：相良心 / 作曲：宮崎京一、AYUMU / 編曲：宮崎京一